# Deutsche Afrika-Schau
Die Deutsche Afrika-Schau war eine an das Konzept der Völkerschauen anknüpfende Wanderschau, die mit Unterstützung der nationalsozialistischen Behörden von 1936 an durch das Deutsche Reich reiste, bis sie 1940 verboten wurde. Das Unternehmen sollte in Deutschland lebenden Schwarzen eine Verdienstmöglichkeit bieten und diese gleichzeitig unter staatlicher Kontrolle halten. Die Wanderschau warb im Sinne der NS-Propaganda für die Rückgewinnung der ehemaligen deutschen Kolonien.

## Die Anfänge als Jahrmarktschau
Die Deutsche Afrika-Schau ging aus einer als „Negerdorf“ bezeichneten Jahrmarktschau hervor, einem weitgehend selbstorganisierten Unternehmen, in dem Schwarze auf Jahrmärkten und Schützenfesten auftraten. Leiter der Schau waren der aus Togo stammende Deutsch-Afrikaner Kwassi Bruce, der auch als Darsteller auftrat, und der weiße Deutsche Adolf Hillerkus. Seine Ehefrau Juliette Tipner, in Wien geborene Tochter einer Liberianerin und eines Österreichers, war ebenfalls eine Darstellerin. Während viele deutsche Völkerschauen schwarze Menschen in Zoos und damit neben Tieren zeigten, lag der Schwerpunkt der Afrika-Schau explizit auf Volksfesten.
1935 wandten sich die Betreiber der Schau an das Auswärtige Amt, um eine offizielle Erlaubnis zum Auftreten zu erhalten. Im Februar 1936 wurde ihnen eine „Unbedenklichkeitserklärung“ ausgestellt, das Propagandaministerium unterstützte von nun an die Schau. Nachdem das Unternehmen infolge eines Transportunfalls im Sommer 1936 in finanzielle Not geraten war, übernahm die „Deutsche Arbeitsfront“ (DAF) die Verantwortung für die Schau, die nun offiziell „Deutsche Afrika-Schau“ hieß.

## Vereinnahmung durch die Kolonialpropaganda
Im nationalsozialistischen Deutschland wurden Schwarze aus der deutschen Volksgemeinschaft ausgeschlossen und gleichzeitig für die Ziele der NS-Kolonialpolitik vereinnahmt. Das Auswärtige Amt, das für die Wiedererlangung der 1918 verlorenen deutschen „Schutzgebiete“ eintrat, sah die zunehmende Diskriminierung der Schwarzen im NS-Staat mit Sorge, da dies im Ausland die Auffassung verstärkte, Deutschland sei nicht in der Lage, Kolonien zu verwalten. Die Deutsche Afrika-Schau sollte deshalb den für staatenlos erklärten Kolonialmigranten, die kaum noch Arbeit fanden, eine Verdienstmöglichkeit eröffnen.
In den letzten Jahren ihres Bestehens erfolgte eine zunehmende kolonialpolitische Ausrichtung der Deutschen Afrika-Schau. Anfang 1939 wurde sie in das „Deutsche Volksbildungswerk“ und damit direkt in den NS-Propagandaapparat eingegliedert. Die Vorführungen sollten den Mythos des „treuen Askari“ verbreiten – des schwarzen Kolonialsoldaten, der im Ersten Weltkrieg loyal an der Seite des Deutschen Reiches gekämpft hatte. Damit sollte die Verbundenheit der ehemaligen Schutzbefohlenen mit den deutschen Kolonialherren und gleichzeitig deren Unterlegenheit betont werden. Für eine solche Inszenierung war es notwendig, die Schaumitglieder, die häufig in Deutschland geboren waren, als „reinrassige Eingeborene“ zu präsentieren, deren „Sitten und Gebräuche“ nichts mit der deutschen Kultur zu tun hatten.

## Die Deutsche Afrika-Schau als Lager
Nachdem die Deutsche Afrika-Schau der Deutschen Arbeitsfront unterstellt worden war, wurde sie zunehmend zu einem Instrument der rassenpolitischen Kontrolle umfunktioniert. Der Betreiber Hillerkus wurde angewiesen, darauf zu achten, dass Angehörige der Schau keinen Geschlechtsverkehr mit Weißen hatten. Anfang 1937 übertrugen die Behörden die Schau wegen finanzieller Probleme an den Zirkusunternehmer Alfred Schneider, der die Mitglieder zu einer „strenggeschlossenen Gemeinschaft“ zusammenschließen wollte. Zu diesem Zeitpunkt verließen Hillerkus und Bruce die Schau, die von nun an unter direkter Kontrolle der NSDAP und der Behörden stand. Wegen seiner Verschuldung gab Schneider bereits im Mai 1937 die Leitung ab, nach einigen Monaten Pause übernahm der Kaufmann Georg Stock das Unternehmen. Im Herbst 1937 entließ er einen Mitarbeiter, nachdem dieser andere Schaumitglieder belästigt hatte – ein Schritt, den die DAF ablehnte: Der Mann solle aus „rassepolitischen Gründen“ wieder in die Schau „eingereiht“ werden.
Im Oktober 1938 gab es Planungen der NS-Behörden, mittels einer speziellen Polizeiverordnung alle Schwarzen, die aus den ehemaligen Schutzgebieten stammten und sich in Deutschland aufhielten, in der Afrika-Schau zusammenzufassen. Dazu wurde eine Liste mit 80 Namen zusammengestellt. Das Vorhaben wurde nicht umgesetzt, da das Auswärtige Amt negative Auswirkungen im Ausland befürchtete. In den späten 30er Jahren nahm die Deutsche Afrika-Schau immer mehr den Charakter eines Lagers für schwarze Männer an. Menschen, die nicht aus den deutschen Kolonien stammten, sollten ebenso ausgeschlossen werden wie schwarze Frauen. „Mischlinge“, häufig Kinder der Schaumitglieder von deutschen Frauen, wurden ebenso ausgeschlossen.

## Das Programm zwischen Varieté und Völkerschau
Das Programm der Deutschen Afrika-Schau veränderte sich im Zuge der Vereinnahmung durch den nationalsozialistischen Staat. Anders als in der klassischen Völkerschau standen zunächst nicht die Präsentation von „Eingeborenen“ in ihrer „natürlichen Umgebung“ im Vordergrund, auch wenn die Einteilung der Darsteller in eine „Gruppe Alt-Afrika“ und eine „Südsee-Gruppe“ einen Bezug zu den ehemaligen deutschen Kolonien in Afrika und Ozeanien herstellte. Neben exotischen Inszenierungen wie „Speertänzen“ wurden auch akrobatische Kunststücke und eine „Tanzparodie“ gezeigt. Die Schau orientierte sich an populären Unterhaltungsveranstaltungen der Zeit und erinnerte vom Aufbau an ein Varieté. Interessierte konnten außerdem eine kleine „völkerkundliche“ Ausstellung besuchen und in Verkaufsbuden exotische Artikel wie Kaurischnecken und Kaffee erwerben.
Nachdem die Schau in den Dienst der Kolonialpropaganda gestellt worden war, sollten sich die Darsteller „stilechter“ kleiden, ein Lichtbildervortrag erinnerte an die ehemaligen deutschen „Schutzgebiete“. Mit dem Aufbau eines 900 Quadratmeter großen „Eingeborenendorfs“ wurde die Schau dem Modell der Völkerschauen angeglichen.
1939 erfolgte eine völlige Umgestaltung der Deutschen Afrika-Schau: Sie wurde aus dem Jahrmarktsmilieu herausgelöst und trat nur noch in angemieteten Sälen auf. Um der Kritik an der mangelnden Authentizität der Schau zu begegnen, verschwanden Artistiknummern aus dem Programm, die Schaumitglieder sollten nur noch die „Sitten und Gebräuche ihrer Heimat vorführen“. Weiße „Afrika-Experten“ sorgten für die vermeintliche Authentizität, indem sie die Tänze mit den Schaumitgliedern einstudierten. Einzelne Mitglieder wurden in Militäruniformen als „treue Askari“ präsentiert.

## Die Schaumitglieder und das Publikum
Der Kolonialrevisionismus und Askari-Mythos bot für Schwarze eine zentrale Strategie, sich gegen den zunehmend gewalttätigen Rassismus zu wehren. Sie präsentierten sich als „deutsche Soldaten“ und wehrten sich so gegen eine rassistische Abwertung. Ein Teilnehmer berichtete von seinem Sohn, der als Wehrmachtssoldat an der Front kämpfte. Die NS-Behörden versuchten zu verhindern, dass bekannt wurde, dass einige der Schaumitglieder mit weißen Frauen verheiratet waren. Äußerungen von Schaumitgliedern, welche die Grenze zwischen schwarzen Darstellern und weißem Publikum verwischten, führten immer wieder zu Beschwerden. So sollen einige Darsteller die Besucher mit „Landsleute, deutsche Volksgenossen“ angesprochen haben und ihre Tänze mit dem bayerischen Schuhplatteln verglichen haben. Teilnehmer der Afrika-Schau erklärten dem Publikum, dass die meisten von ihnen nie in den Kolonien gewesen seien, einer sei „amerikanischer Neger“, verschiedene „lebten seit ihrer Kindheit in Deutschland“.
Über das Leben der Schaumitglieder ist wenig bekannt. Zwar verschlechterten sich die Arbeits- und Lebensbedingungen immer mehr, jedoch wurden sie auch von ihrem letzten Betriebsleiter Georg Stock nicht daran gehindert, sich an den Gastspielorten frei zu bewegen. Frauen, die 1936 noch ein Drittel der Schaumitglieder ausgemacht hatten, wurden nach und nach in den Hintergrund gedrängt und aus der Schau ausgeschlossen.

## Das Ende der Deutschen Afrika-Schau
Die letzte Tournee führte die Deutsche Afrika-Schau von Oktober 1939 durch die „Ostmark“. Auf Anweisung der Reichspropagandaleitung der NSDAP wurde die Schau am 21. Juni 1940 ohne vorherige Ankündigung eingestellt. In den Monaten zuvor hatte die NS-Propaganda eine Kampagne gegen den Einsatz französischer Kolonialtruppen an der Westfront gestartet. Die Stilllegung der Schau begründeten die NS-Behörden damit, es könne nicht Propaganda gegen die „Schwarze Schmach“ gemacht werden, wenn in Deutschland Afrikaner auf die Bühne gestellt werden. Die Historikerin Susann Lewerenz geht allerdings davon aus, dass die Schwarze-Schmach-Kampagne eher Anlass als ausschlaggebender Grund für die Schließung der Afrika-Schau gewesen ist. Im Vordergrund habe die Erfahrung gestanden, dass sich der Raum der Deutschen Afrika-Schau nicht so wie erwünscht habe kontrollieren lassen, es sei nicht gelungen, „eine eindeutige Differenz zwischen Schaumitgliedern und Publikum herzustellen“. Außerdem waren nach dem Beginn des Zweiten Weltkriegs die Bemühungen um die Rückgewinnung der deutschen Kolonien in den Hintergrund gerückt. Das Verbot des Auftretens schwarzer Menschen in Deutschland, das bereits im November 1939 von der Reichspropagandaleitung beschlossen worden war, besiegelte das Ende der Deutschen Afrika-Schau. Bemühungen für eine Wiederzulassung durch die Kolonialabteilung des Auswärtigen Amtes und der „Deutschen Gesellschaft für Eingeborenenkunde“ blieben erfolglos.
Über das weitere Schicksal der Schaumitglieder ist wenig bekannt. Einige arbeiteten danach als Komparsen in der Filmbranche, einige überlebten die Zeit des Nationalsozialismus nicht. Jonas Alexander N’doki wurde 1942 wegen versuchter Notzucht hingerichtet, Bayume Mohamed Husen starb 1944 im KZ Sachsenhausen.